# Döllersheim
Döllersheim è una frazione di Pölla, comune austriaco situato nel Land della Bassa Austria.

## Geografia fisica
Il villaggio si trova nel Waldviertel, regione della Bassa Austria, ed è uno dei comuni catastali (Katastralgemeinden) che compongono Pölla.

## Storia
È stato il villaggio dove venne battezzato il padre di Adolf Hitler, Alois. Dopo l'annessione nazista dell'Austria nel 1938, fu fatto un tentativo di rintracciare la sepoltura della nonna paterna di Hitler, Maria Anna Schicklgruber, che peraltro non produsse risultati, perciò le fu dedicata una lapide presso la chiesa da parte dei gruppi locali della gioventù hitleriana. Nel 1942, questa area divenne parte di una zona adibita alle esercitazioni militari e gli abitanti furono evacuati. Le esercitazioni militari continuarono sotto i sovietici dopo il 1945, e da parte dell'esercito austriaco sino al 1985 circa, motivo per cui la maggior parte delle località erano ridotte alla rovina. La chiesa parrocchiale di Döllersheim è ora in ristrutturazione. Il cimitero è stato recuperato, ma non vi sono tracce della tomba di Maria Schicklgruber.